# Azygocypridina imperialis
Azygocypridina imperialis is een mosselkreeftjessoort uit de familie van de Cypridinidae. De wetenschappelijke naam van de soort is voor het eerst geldig gepubliceerd in 1901 door Stebbing.